# Sévero-Vostochnye Sady
Sévero-Vostochnye Sady (del ruso: Северо-Восточные Сады) es un jútor del raión de Maikop en la república de Adiguesia de Rusia. Está situado 14 km al norte de Tulski y 3,5 al norte de Maikop, la capital de la república. Tenía 3 363 habitantes en 2010
Es centro administrativo del municipio Kírovskoye, al que pertenecen asimismo 17 let Oktiabria, Grozni, Diákov, Mafejabl, Oktiabrski, Proletarski y Sovetski.

## Nacionalidades
De los 3 325 habitantes que tenía en 2002, el 47.7 % era de etnia rusa, el 41.4 % era de etnia armenia, el 4.5 % era de etnia adigué, el 2.1 % era de etnia ucraniana y el 0.2 % era de etnia kurda.